# Gabriela Rivero
Gabriela Rivero Abaroa ou mais conhecida como Gaby Rivero (Cidade do México, 15 de setembro de 1964), é uma atriz e cantora mexicana. Muito lembrada como a professora Helena, das novelas Carrusel e Carrusel de las Américas.

## Biografia
Gabriela começou sua carreira como modelo e dançarina. Em 1984, apresenta um programa voltado ao público jovem e, posteriormente, participa de várias telenovelas, como O Caminho Secreto (ao lado de Daniela Romo) e Carrossel (ao lado de Augusto Benedicto). Foi a anfitriã do El Club de Gaby em 1993. 
Em fins da década de 1990, radicou-se nos Estados Unidos e abandonou a carreira de atriz, tornando-se instrutora de yoga, casando-se com o fotógrafo Franscisco Ricote, com quem teve três filhas. Posteriormente, obteve novamente um papel na novela Pasión, da Televisa, em 2007, atuando junto com suas filhas. 
Em 2013 regressou a TV mexicana pela Televisa, fazendo parte do sucesso Lo que la vida me robó na pele da personagem Carlota.

## Filmografia

### Telenovelas
- El ángel de Aurora (2024) - Victoria Bonilla Mercado de Santos
- Amor dividido (2022) - Rosaura Sánchez Robles
- Vencer o Passado (2021-2022) - Brenda Zermeño Carranza de Mascaró
- O Que a Vida me Roubou (2013-2014) - Carlota Mendoza San Román de Basurto
- El rostro de la venganza (2012-2013) - Laura Cruz de Alvarado
- Coração Apaixonado (2012) - Teresa Rivas Vda. de Gómez
- Paixão (2007-2008) - Fortunata
- Pele de Outono (2005) - Lucrecia Durán
- Corações ao Limite (2004) - Sonia
- Sin ti (1997-1998) - Sagrario Molina de Luján/de Ysaguirre
- Carrossel das Américas (1992) - Maestra Jimena Fernández
- À beira da morte (1991-1992) - Mariela Foret/Tracy Guzmán
- Carrusel (1989-1990) - Maestra Jimena Fernández
- El camino secreto (1986-1987) - Julieta Guillen

### Séries de TV
- Silvia Pinal, frente a ti (2019) - Sonia Gascón "La Gorda"
- Mujer, casos de la vida real (2003) - Episódio "La custodia"

### Cinema
- Una Maestra con Ángel (1994) - Andrea Miranda

## Prêmios e Indicações

### Prêmio TVyNovelas
| Ano  | Categoria                  | Programa/Telenovela | Resultado |
| ---- | -------------------------- | ------------------- | --------- |
| 1987 | Melhor Revelação Feminina  | El camino secreto   | Venceu    |
| 1986 | Melhor Condutora Revelação | XE-TÚ               | Indicada  |

## Ligações Externas
- Gabriela Rivero no X
- Gabriela Rivero. no IMDb.